# Král a uhlíř
Král a uhlíř (txec) en català literalment «el rei i el carboner», op. 21, és una òpera en tres actes composta el 1871 per Antonín Dvořák sobre un llibret en txec de Bernard Guldener. Es va estrenar el 24 de novembre de 1874 al Teatre Nacional de Praga, dirigida per Adolf Čech.